# 1er corps (Tchécoslovaquie)
Pour les articles homonymes, voir 1er corps d'armée.
Le 1er corps d'armée tchécoslovaque (parfois appelé officieusement « armée de Svoboda », notamment dans l'historiographie communiste) est une unité de l'armée tchécoslovaque en exil qui combat aux côtés de l'Armée rouge sur le front de l'Est pendant la Seconde Guerre mondiale. On estime que 60 000 hommes et femmes y ont servi; environ 22 000 soldats répartis dans trois brigades d'infanterie, blindées et aéroportées participent directement aux combats de libération. Au début du mois de septembre 1944, avant la bataille du col de Dukla, les soldats de nationalité tchèque nés sur le territoire de la Tchécoslovaquie ne représentent que 5,6 % des effectifs. Les Tchèques de Volhynie représentent la majorité avec 42 %, suivis des Ruthènes et des Ukrainiens avec 24 % et des Slovaques avec 20 %. Les pertes au combat sont compensées par la mobilisation dans les territoires libérés. Lors de son passage en Moravie au début du mois de mai 1945, le corps d'armée compte environ 18 000 à 20 000 soldats.

## Création

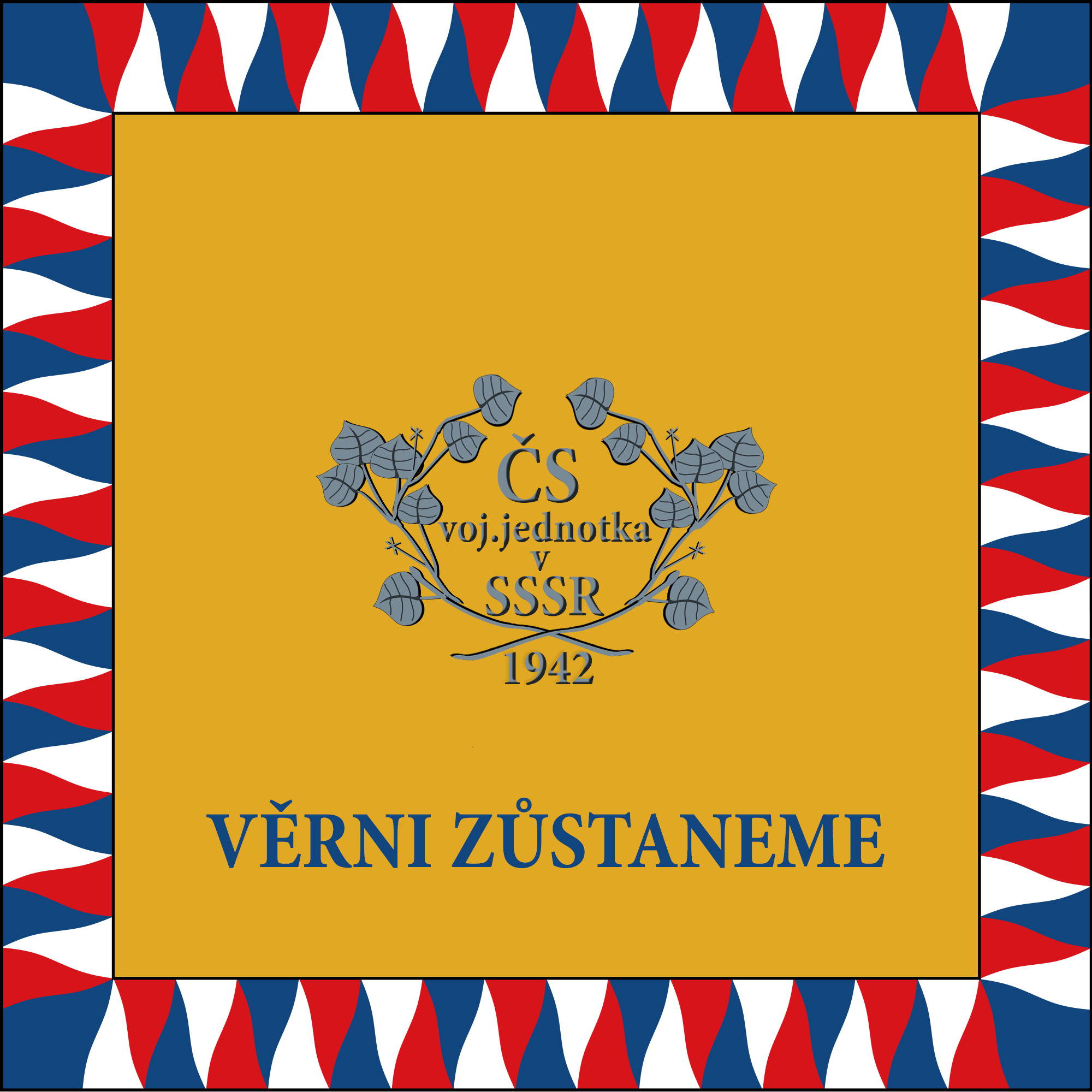
Drapeau des unités militaires tchécoslovaques en URSS. Le drapeau est initialement remis le 27 janvier 1943 par Heliodor Píka au 1er bataillon indépendant tchécoslovaque, puis sert de drapeau aux formations tchécoslovaques suivantes sur le front de l'Est. Il fait actuellement partie des collections du Musée militaire historique (VHÚ).

La création d'une unité militaire en Union soviétique pendant la Seconde Guerre mondiale remonte à 1939, lorsque, après l'occupation de la Bohême et de la Moravie et la création de la République slovaque, plusieurs centaines de patriotes fuient illégalement vers la Pologne. Cependant, ils y sont accueillis froidement, et l'attitude du gouvernement polonais à leur égard ne change qu'après l'invasion de la Pologne par l'Allemagne nazie. La légion tchécoslovaque (cs) n'est déployée qu'à la fin des combats et, après la défaite de la Pologne, elle se retire en URSS. Là, ils sont internés et certains se retrouvent même dans les goulags. Grâce à l'intervention du gouvernement en exil à Londres, une partie des soldats tchécoslovaques peut être transférée en France en 1940, où ils doivent combattre les Allemands. Dans la seconde moitié de l'année 1941, après l'attaque de l'Union soviétique par l'Allemagne nazie, la situation des soldats restants commence à changer. Les communistes tchécoslovaques, en exil en Union soviétique, ainsi que le commandement de la légion lui-même, sous la direction du lieutenant-colonel Ludvík Svoboda, convainquent le gouvernement soviétique d'approuver la création d'une armée tchécoslovaque à l'étranger sur son territoire.
Au début de l'année 1942, une unité destinée à former la base de la nouvelle armée tchécoslovaque commence à se constituer dans la ville de Bouzoulouk, dans l'Oural. Outre les soldats de la légion tchécoslovaque, des citoyens tchécoslovaques emprisonnés dans les goulags après avoir franchi la frontière de l'URSS s'y engagent. Une petite partie est constituée de citoyens vivant en URSS, de prisonniers et de transfuges slovaques, qui combattent à l'origine dans l'armée slovaque contre l'URSS, puis plus tard de Tchèques d'Ukraine. On sait peu de choses sur le fait que la plupart des 900 premiers soldats qui s'engagent dans cette unité sont des Juifs tchécoslovaques (par exemple Arnošt Steiner (cs) et d'autres). L'unité est officiellement subordonnée à la mission militaire tchécoslovaque sous le commandement du colonel (plus tard général) Heliodor Píka (cs), mais pendant toute la durée de la guerre, elle fait l'objet d'une lutte politique entre le gouvernement en exil à Londres et la direction en exil du Parti communiste tchécoslovaque, représentée par Klement Gottwald.

## 1erbataillon indépendant tchécoslovaque
À la mi-juillet 1942, le 1er bataillon indépendant tchécoslovaque est déjà formé. Le 28 août 1942, le podpolkovnik Ludvík Svoboda adresse une lettre à Staline dans laquelle il demande que l'unité soit déployée sur le front, ce qui lui vaut les critiques du gouvernement tchécoslovaque en exil. Staline accède à sa demande et ordonne d'armer l'unité composée de 979 hommes et 38 femmes. Le bataillon reçoit 553 fusils à chargement automatique SVT-40, 192 fusils à répétition Mosin-Nagant, 10 fusils de précision, 47 mitraillettes (principalement des PPSh-41), 47 pistolets et revolvers, 40 mitrailleuses légères DP, 12 mitrailleuses lourdes Maxim M1910, 16 fusils antichars PTRS-41, 2 canons antichars de 45 mm (ru), 9 mortiers de 50 mm et 9 mortiers de 82 mm (ru). Les soldats sont vêtus d'uniformes d'origine britannique.
Le 30 janvier 1943, il part avec 974 hommes et femmes pour le front dans la région de Kharkov. Le 8 mars, il passe son baptême du feu en défendant un secteur de 15 km de large le long de la rivière Mže contre l'attaque d'un régiment allemand renforcé par un bataillon de chars de la 4e armée blindée. Comme il ne dispose pas d'armes lourdes, il est renforcé par des moyens de combat de l'Armée rouge. Le colonel Svoboda se voit attribuer une unité de lance-roquettes de la garde soviétique, deux unités d'artillerie et, au cours des combats, d'autres forces de tir d'artillerie antichar. Lors de la bataille de Sokolovo (cs), le commandant de la 1re compagnie, le lieutenant Otakar Jaroš (cs), tombe en défendant le village. Il est promu capitaine à titre posthume et est le premier étranger à recevoir le titre de « Héros de l'Union soviétique ». Les soldats tchécoslovaques à Sokolovo (uk) empêchent les Allemands de franchir la ligne de la rivière Mže et leur infligent des pertes considérables, même si, selon certains historiens, les chiffres initialement avancés de 19 chars, 5 canons automoteurs et 300 à 400 soldats sont exagérés. Au cours du mois de mars, le bataillon se replie en raison de la poursuite de la contre-attaque allemande et de la menace d'encerclement jusqu'à la ligne de la Donets, où il réussit à stabiliser le front. Au total, pendant son engagement au combat, le bataillon perd 304 soldats, dont 5 sont faits prisonniers par les Allemands.

## Combats sur le territoire soviétique
Après la bataille de Sokolovo (cs), les soldats tchécoslovaques se déplacent vers Novokhopiorsk, où ils arrivent le 9 mai 1943. Là, l'unité est progressivement renforcée par de nouveaux membres et devient la 1re brigade indépendante tchécoslovaque, qui compte 3 517 soldats. Une partie d'entre eux suit une formation à l'école de chars de Tambov afin de réduire la dépendance des soldats tchécoslovaques à l'égard du soutien soviétique en matière d'armes lourdes. En septembre 1943, l'armement de la brigade tchécoslovaque comprend 10 chars T-34/76, 10 chars légers T-70, 10 véhicules blindés BA-64, 212 voitures, 62 motos (par exemple M-72), 6 obusiers de 122 mm, 12 canons de 76 mm, 10 canons antichars de 45 mm (ru), 30 mortiers, 99 mitrailleuses, 512 mitraillettes et 2 158 fusils automatiques.
Au début du mois d'octobre 1943, les soldats tchécoslovaques partent pour le front, où ils sont engagés dans la bataille de Kiev. Ils mènent l'attaque principale et remportent une brillante victoire lorsqu'ils pénètrent dans la partie nord de la ville le 6 novembre 1943, où ils réussissent à couper la retraite de l'ennemi. Trois commandants – Antonín Sochor (cs), Richard Tesařík (cs) et Josef Buršík (cs) – reçoivent le titre de Héros de l'Union soviétique, et la brigade est décorée de l'ordre de Souvorov de 2e classe.
D'autres affrontements avec l'ennemi allemand ont lieu sur le territoire ukrainien dans le cadre de la phase finale de la bataille du Dniepr et lors des offensives de Jytomyr-Berditchev et de Korsoun près de Tcherkhanov, Vasilkov, Bila Tserkva, Zhashkov et Ostrohan. Les soldats tchécoslovaques y repoussent les tentatives de contre-attaque allemandes sur différents secteurs du front et, plus tard, au début de l'année 1944, ils contribuent à former un cercle d'encerclement extérieur autour de six divisions allemandes dans la région de Korsun-Shevchenkivsky.
Après que l'Armée rouge ait libéré la Volhynie, où vit une minorité tchèque d'environ 30 000 personnes, la brigade est retirée à l'arrière afin d'être renforcée par des recrues issues des rangs des Tchèques ukrainiens et d'être transformée en corps d'armée. Pour son engagement couronné de succès dans des combats difficiles, la brigade est reconnue en Union soviétique.

## 1ercorps d'armée tchécoslovaque
En mars 1944, à la demande de Ludvík Svoboda, la brigade est transférée à Rivne, qui est le centre des Tchèques d'Ukraine. Un appel à l'enrôlement est lancé, auquel répondent plus de 12 000 volontaires, dont 600 femmes. En avril 1944, ses membres voient les ruines de Český Malín (uk), dont la population tchèque a été massacrée un an auparavant. Les soldats tchécoslovaques documentent ce crime nazi et l'un des chars tchécoslovaques est baptisé du nom du village. Le 10 avril 1944, l'état-major général de l'Armée rouge approuve la création d'un corps d'armée. À la fin du mois d'avril, le groupe de volontaires se déplace dans la région de Tchernivtsi, où un entraînement intensif est organisé. L'intégration des nouvelles recrues dans l'armée donne ainsi naissance au 1er corps d'armée tchécoslovaque, qui est complété par des volontaires de Volhynie et de Ruthénie subcarpathique, ainsi que par des citoyens tchécoslovaques qui se sont rétablis après leur libération des goulags soviétiques. Avant son engagement dans l'opération des Carpates-Dukla, le corps compte 16 451 soldats. La plupart sont des Tchèques d'Ukraine (6 927), des Ukrainiens et des Ruthènes (4 030), des Slovaques (3 326), des Tchèques et des Moraves (925) et des membres de diverses nations et minorités ethniques (1 243).
Au cours de l'été 1944, le 1er corps d'armée tchécoslovaque est composé de la 1re et de la 3e brigade d'infanterie, de la 2e brigade parachutiste, de la 1re brigade blindée, de cinq régiments d'artillerie (dont deux régiments mixtes composés d'une section d'obusiers et de deux sections de mortiers lourds, deux régiments antichars motorisés et le 5e régiment d'artillerie lourde du corps d'armée) et d'unités de soutien : des sections antiaériennes, trois bataillons du génie, quatre bataillons de transmissions, une section de cavalerie et des unités de soutien logistique. Son commandant est le général Jan Kratochvíl (cs), nommé par le gouvernement tchécoslovaque au Royaume-Uni.
Le noyau du corps est constitué de la 1re brigade, dont le commandant reste le général Ludvík Svoboda. La brigade se compose de deux bataillons d'infanterie, d'un bataillon de mitrailleurs et d'unités de soutien. La 2e brigade parachutiste (cs) est entraînée à Iefremov et ses effectifs sont principalement composés d'anciens membres de la 1re division d'infanterie slovaque, qui a combattu contre l'URSS, mais qui a rejoint l'Armée rouge en octobre 1943.
Les désaccords entre le commandement et le gouvernement tchécoslovaque en exil à Londres se poursuivent, même pour des questions aussi insignifiantes que le remplacement des uniformes des soldats tchécoslovaques. Un différend plus important porte sur la question de savoir s'il faut proclamer la mobilisation générale dans l'armée tchécoslovaque sur le territoire libéré ou si les soldats nouvellement enrôlés doivent servir à compléter et, le cas échéant, à élargir le corps d'armée existant, ou encore à créer une toute nouvelle organisation militaire subordonnée au Conseil national slovaque (cs).

## Entrée sur le territoire tchécoslovaque
Le 29 août 1944, un soulèvement national éclate en Slovaquie. Le gouvernement tchécoslovaque décide de prendre toutes les mesures nécessaires pour le soutenir. Le 17 septembre, le 1er régiment indépendant de chasseurs tchécoslovaques (cs), commandé par František Fajtl (cs), atterrit en Slovaquie, et à partir du 26 septembre, la 2e brigade parachutiste (cs) est transportée en Slovaquie. Dans le même temps, l'opération des Carpates-Dukla est préparée à la hâte, dans le cadre de laquelle le corps d'armée tchécoslovaque doit rapidement pénétrer en Slovaquie. Cependant, la situation évolue tout autrement en raison de la forte défense allemande et du désarmement prématuré de deux divisions slovaques qui, selon les plans (cs), doivent passer du côté des insurgés et faciliter le passage des troupes tchécoslovaques et soviétiques à travers les cols des Carpates. Cette opération, au cours de laquelle les troupes tchécoslovaques réussissent, après 80 jours et de lourdes pertes, à pénétrer sur le territoire slovaque, suscite encore aujourd'hui des controverses parmi les historiens. En effet, malgré le changement de situation dont ils ont été informés, les commandants soviétiques lancent l'opération selon les plans initiaux et le corps d'armée ayant subi de lourdes pertes dès les premiers jours, le maréchal soviétique Koniev destitue le général Kratochvíl (cs) de ses fonctions et confie le commandement du corps d'armée au général Svoboda,.
Les combats acharnés, qui causent de lourdes pertes des deux côtés, se poursuivirent jusqu'au 6 octobre 1944, date à laquelle les soldats tchécoslovaques entrent victorieusement sur le territoire de la Tchécoslovaquie. Au cours de l'opération du 6 octobre, le commandant de la 1re brigade d'infanterie, le général de brigade Jaroslav Vedral (cs), est également tué lorsque sa voiture heurte une mine, alors qu'il se trouve déjà en territoire tchécoslovaque. À cette époque se déroule également l'opération « Východokarpatská » (Carpates orientales) du 4e front ukrainien, au cours de laquelle la Ruthénie subcarpathique et les districts du nord-est de la Slovaquie sont libérés entre le 6 et le 28 octobre 1944, suivie de l'« opération de Slovaquie orientale », au cours de laquelle le territoire à l'est de Košice et Prešov est conquis. Après les pertes subies à Dukla (sur les 16 500 membres du corps d'armée, il n'en reste plus qu'environ 9 700), le corps d'armée tchécoslovaque a absolument besoin d'une pause dans les combats et passe donc à la défense du cours supérieur de l'Ondava jusqu'à la première moitié de janvier 1945.

## Combats en Slovaquie
À la fin du mois de décembre 1944, les cinq régiments d'artillerie (à l'exception de deux détachements laissés sur leurs positions initiales) et le 1er bataillon de chars, qui ne dispose alors que de cinq chars et de deux canons automoteurs, sont transférés pour renforcer l'attaque de la 38e armée de Moskalenko sur la direction de Cracovie lors de l'offensive des Carpathes occidentales. Les unités d'artillerie et de chars tchécoslovaques sont déployées sur le principal axe d'attaque près de Jaslo (cs). L'opération se solde par une défaite totale des troupes allemandes. Après avoir percé les défenses allemandes, les unités tchécoslovaques rejoignent le reste du corps d'armée.
Le 16 janvier 1945, sous l'influence des attaques de l'Armée rouge sur toute la longueur du front, le 1er corps d'armée tchécoslovaque commence à poursuivre les troupes allemandes qui se retirent de l'est de la Slovaquie. Le 22 janvier, de violents combats éclatent à Branisko, qui durent trois jours. Les unités tchécoslovaques et soviétiques pénètrent dans la région de Spiš et dans les Hautes Tatras. Après les combats près de Važec et Východná, le corps d'armée tchécoslovaque avance jusqu'à Liptovský Hrádok le 30 janvier. S'ensuit la bataille pour Liptovský Mikuláš (cs), qui est très bien fortifié, tout comme ses environs. La ville est le théâtre de deux mois de combats acharnés, les plus sanglants pour les soldats tchécoslovaques après la bataille du col de Dukla. Les attaques des 3, 5 et 13 février sont repoussées, de sorte que les troupes attaquantes passent temporairement à la défense. À la mi-février, la brigade blindée est transférée pour les besoins de l'offensive Moravie-Ostrava. Début mars, l'attaque contre Liptovský Mikuláš reprend. La ville est libérée le 3 mars 1945, mais après une contre-attaque, elle retombe aux mains des Allemands le 11 mars. À cette époque, l'offensive Bratislava-Brno est également en cours, les troupes du 2e front ukrainien et de l'armée roumaine avançant dans le sud de la Slovaquie vers Bratislava et Banská Bystrica, menaçant les Allemands d'encerclement. C'est pourquoi ils évacuent Liptovský Mikuláš le 4 avril, puis Ružomberok le lendemain. Les soldats tchécoslovaques ne combattent plus alors que les troupes de couverture, tandis que les forces allemandes principales se replient vers des positions préparées devant Žilina. À cette époque, le corps d'armée est renforcé par la 4e brigade d'infanterie mobilisée sur le territoire slovaque libéré.
Au cours des combats suivants, le commandement du corps d'armée est repris par le général Karel Klapálek (cs), ancien commandant de la 3e brigade d'infanterie, et le général Bohumil Boček (cs) devient chef d'état-major du corps d'armée. Ludvík Svoboda est nommé ministre de la Défense nationale du gouvernement tchécoslovaque à Košice le 4 avril. L'offensive des unités tchécoslovaques se poursuit sur Martin et Žilina. Dans la vallée du Váh, entourée de montagnes, et dans les montagnes de la Petite Fatra, l'avance est toutefois très lente, et ce n'est qu'à la fin du mois d'avril 1945 que le 1er corps d'armée tchécoslovaque parvient à percer la ligne de défense allemande près de Žilina. Le 29 avril, les Allemands commencent à se retirer de cette zone également, car ils risquent d'être encerclés à la suite de l'offensive Moravie-Ostrava et de Bratislava-Brno. Les unités tchécoslovaques commencent leur avancée vers la frontière moravo-slovaque dans les monts Javorník, qu'elles franchissent le 2 mai 1945 au cours des combats contre l'arrière-garde allemande.

## Derniers combats
Lors de la libération de la Moravie et de la Silésie, les unités du 1er corps d'armée tchécoslovaque, à savoir la 1re brigade blindée indépendante tchécoslovaque en URSS et la 1re division aérienne mixte tchécoslovaque en URSS (cs) jouent un rôle important dans l'opération d'Ostrava-Opava. Le 15 avril, les tankistes tchécoslovaques franchissent la frontière tchécoslovaque et poursuivent les combats en Moravie et en Silésie jusqu'au début du mois de mai 1945.
Le 4 mai 1945, les 1re, 3e et 4e brigades du corps d'armée tchécoslovaque, qui ont traversé la Slovaquie, libèrent la ville de Vsetín avec l'aide des partisans locaux. Les troupes tchécoslovaques continuent ensuite leur avancée en deux colonnes vers Hulín, Kroměříž et Kojetín. Lors des combats contre les Allemands, elles sont soutenues par les partisans (cs) et la population, qui se soulève contre l'occupation allemande (cs). Le 7 mai a lieu la dernière grande bataille, celle de Břest (cs). Les troupes tchécoslovaques terminent leur campagne le 8 mai 1945 près du village de Pivín, près de Prostějov.
Même après la capitulation officielle de l'Allemagne, les unités tchécoslovaques continuent à aider à nettoyer le territoire des soldats ennemis qui ne peuvent supporter l'amertume de la défaite et continuent à se battre. Le 10 mai, les premières unités tchécoslovaques arrivent à Prague et le 17 mai, un défilé des troupes tchécoslovaques a lieu à Prague. Le 1er corps d'armée tchécoslovaque se renforce lors de la libération de la Tchécoslovaquie, ses rangs comptant des soldats mobilisés et des partisans, pour atteindre au terme de sa mission un effectif de 60 000 hommes.

## 1rebrigade blindée indépendante tchécoslovaque en URSS

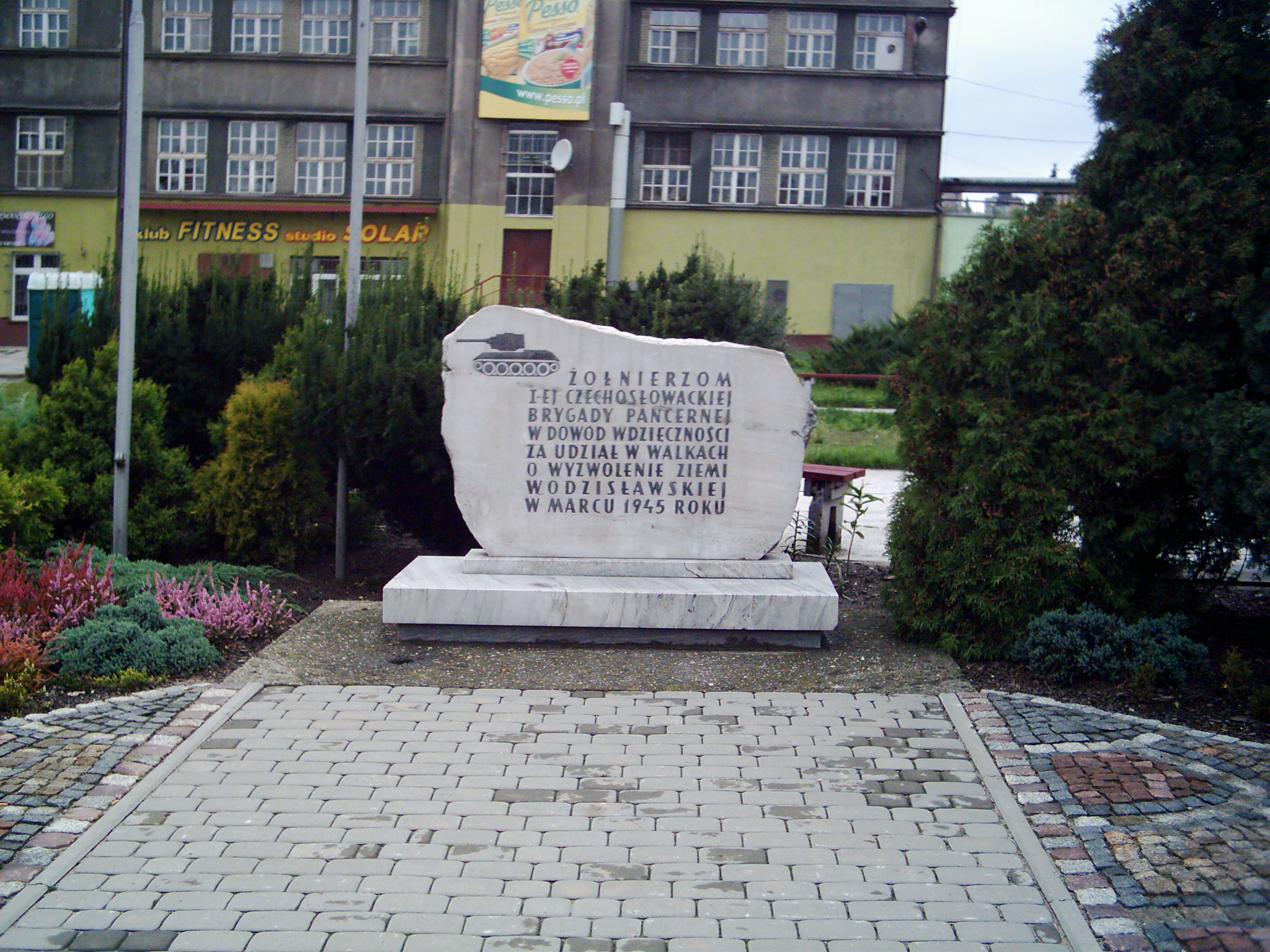
Monument à Wodzisław (Silésie) commémorant la 1re brigade blindée indépendante tchécoslovaque.

Dans le cadre de la réorganisation du 1er corps d'armée tchécoslovaque, le 1er régiment blindé tchécoslovaque est officiellement créé le 20 mai 1944, puis élargi le 25 juillet 1944 pour former la 1re brigade blindée tchécoslovaque (cs) (commandée par Vladimír Janko (cs)). En 1944, elle ne reçoit toutefois pas le nombre de chars correspondant au déploiement de tous les équipages entraînés. Seuls 11 chars moyens et trois chars légers, ainsi que deux canons automoteurs, sont donc déployés lors de l'opération des Carpates-Dukla. Après la bataille de Dukla et le franchissement du col, le corps d'armée ne dispose plus que de trois chars, mais treize chars précédemment touchés sont ensuite remis en état de marche.
Ce n'est qu'en février 1945 que la brigade blindée atteint sa pleine capacité opérationnelle. Ses bataillons et ses compagnies sont équipés de 52 chars T-34/85, 12 chars T-34/76, un char T-70 et deux canons automoteurs SU-85. En outre, les soldats tchécoslovaques disposent de 75 camions, véhicules spéciaux et camions-citernes, ainsi que de 6 tracteurs pour dégager les chars endommagés.
Au début du mois de mars, la brigade blindée est transférée vers l'offensive Moravie-Ostrava. Elle entre en action le 24 mars 1945, le 26 mars, les chars tchécoslovaques entrent dans Wodzisław (Pologne) et le 30 avril, ils conquièrent Ostrava avec les unités soviétiques. Leur avancée se poursuit ensuite : le 4 mai, ils sont à Libavá, le 6 mai, ils pénètrent à Fulnek, et le 7 mai, la voie vers Olomouc leur est ouverte. Les tankistes tchécoslovaques livrent leur dernier combat contre les troupes allemandes le 8 mai près de Litovel, d'où ils se précipitent vers Prague. Le soir du 9 mai, un groupe de reconnaissance tchécoslovaque arrive à Prague, les chars n'arrivent que le lendemain, le 10 mai 1945. Le 17 mai 1945, un défilé solennel a lieu à Prague, au cours duquel les soldats tchécoslovaques empruntent des chars soviétiques IS-2, conduits par des membres de l'Armée rouge.

## Artillerie du1ercorps d'armée tchécoslovaque
L'artillerie du 1er corps d'armée tchécoslovaque se développe progressivement à partir de la création de l'unité et acquiert sa puissance après le recrutement des Tchèques d'Ukraine, puis des volontaires de la Ruthénie subcarpathique. À la fin de l'année 1944, elle se compose de six bataillons d'artillerie et dispose de 156 canons et obusiers. Ce nombre n'inclut pas les armes lourdes de la 2e brigade parachutiste indépendante tchécoslovaque (cs), les canons des véhicules blindés de la 1re brigade blindée indépendante tchécoslovaque et les mortiers de brigade de type 1941 de calibre 82 mm des compagnies de mortiers des bataillons d'infanterie. Les artilleurs disposent de obusiers de 152 mm modèle 1937 (ML-20), d'obusiers de 122 mm modèle 1938, de canons de 76 mm modèle 1942 (ZIS-3) et de mortiers régimentaires de 120 mm modèle 1938 (ru). Les obusiers de 152 mm sont tractés par des tracteurs soviétiques Ja-12 (ru), les obusiers de 122 mm sont principalement tractés par des camions américains Studebaker US6 ou des camions soviétiques GAZ-AA, et les canons antichars sont transportés par des camions américains Dodge WC-51/52. Les commandants des différents bataillons disposent de jeeps américaines Willys. La plus grande réussite des artilleurs tchécoslovaques est leur participation à l'offensive des Carpathes occidentales lors de la bataille (cs) près de la petite ville polonaise de Jasło, qui devient ainsi la plus grande opération de l'artillerie tchécoslovaque.

## Controverses
Les soldats du 1er corps d'armée tchécoslovaque traversent non seulement l'enfer des combats, mais ils sont également marqués par des expériences personnelles, comme les massacres des Polonais en Volhynie. Beaucoup d'entre eux connaissent d'abord la vie dans le goulag soviétique : les Tchèques, les Ukrainiens et les Ruthènes de Volhynie font l'expérience du régime communiste de Staline et de la domination allemande. Puis, lors de leur avancée à travers l'Union soviétique, la Pologne, la Slovaquie et en partie la Moravie, ils découvrent d'autres crimes nazis : des villages incendiés, des populations civiles massacrées, des fosses communes. Cette expérience renforce la haine des soldats tchécoslovaques envers les Allemands, qui existe déjà depuis 1938, lorsqu'ils n'ont pas pu se défendre contre l'Allemagne après l'adoption de les accords de Munich. Cette haine conduit, à la fin de la guerre et juste après, à des actes de violence envers les Allemands.
Après la guerre, les membres de l'armée tchécoslovaque participent notamment à ce qu'on appelle la « déportation sauvage ». L'un des crimes les plus connus (et l'un des seuls à avoir été puni, même si ce fut de manière symbolique) est le massacre de Švédské šance (cs), où des soldats, sur ordre du lieutenant Karol Pazúr, assassinent 265 civils allemands (dont 120 femmes et 74 enfants).
Le 1er corps d'armée tchécoslovaque est dissous peu après la fin victorieuse de la guerre. Le 25 mai 1945, l'organisation provisoire des forces armées tchécoslovaques est approuvée, en vertu de laquelle l'armée tchécoslovaque est réorganisée pour passer à un état de paix.